# Jan Oblak
Jan Oblak, född 7 januari 1993, är en slovensk fotbollsmålvakt som spelar för Atlético Madrid. Han representerar även Sloveniens landslag. Han värvades av Atlético Madrid 2014 och har tillhört laget sedan dess. Oblak föddes i staden Škofja Loka i regionen Övre Carniola. 

## Karriär
Oblak började spela fotboll vid fem års ålder för klubben i sin hemstad. När han var 10 år gick han över till Olimpija Ljubljanas ungdomsakademi, där han stannade kvar till slutet av säsongen 2004–05 i PrvaLiga, Sloveniens högsta division, tills klubben upplöstes. Då gick han över till den nystartade Bežigrad, som, efter en serie av namnbyten, blev Olimpija Ljubljana 2008. Nästa år avböjde Oblak ett kontrakt från den italienska klubben Empoli till förmån för ett prov hos Fulham, och han säkrade sin framtid med en förlängning av kontraktet till 2011. Oblak gjorde sin professionella debut för Olimpija Ljubljana under säsongen 2009–10 i PrvaLiga vid 16 års ålder, och hade då bara missat finalen i PrvaLigas spel, när hans klubb slutade som fyra i ligatabellen.

## Citat av Oblaks tränare
"Robert Volk var målvakt och målvaktstränare på samma gång. Han tränade den unge Jan Oblak och även Damir Botonjič, som ville återvända till fotbollen efter sin brors död. En dag märkte Volk att Oblaks talang hade vuxit mycket. Han sa "det här barnet är bättre än jag" och gav upp sin plats i laget till en 16-åring. "Vi var förvånade, för att inte tala om Oblaks far, som inte kunde tro att vi tog hans son till träningsläger med huvudgruppen. Vi insåg snabbt att Volk inte tar fel. ." Den förre tränaren för Olimpija Ljubljana, Janez Pate, om Jan Oblak.

## Benfica
14 juni 2010 skrev Oblak på ett kontrakt för den portugisiska klubben Benfica, som lånade ut honom till toppklubben Beira-Mar i augusti 2010.

## Atlético Madrid

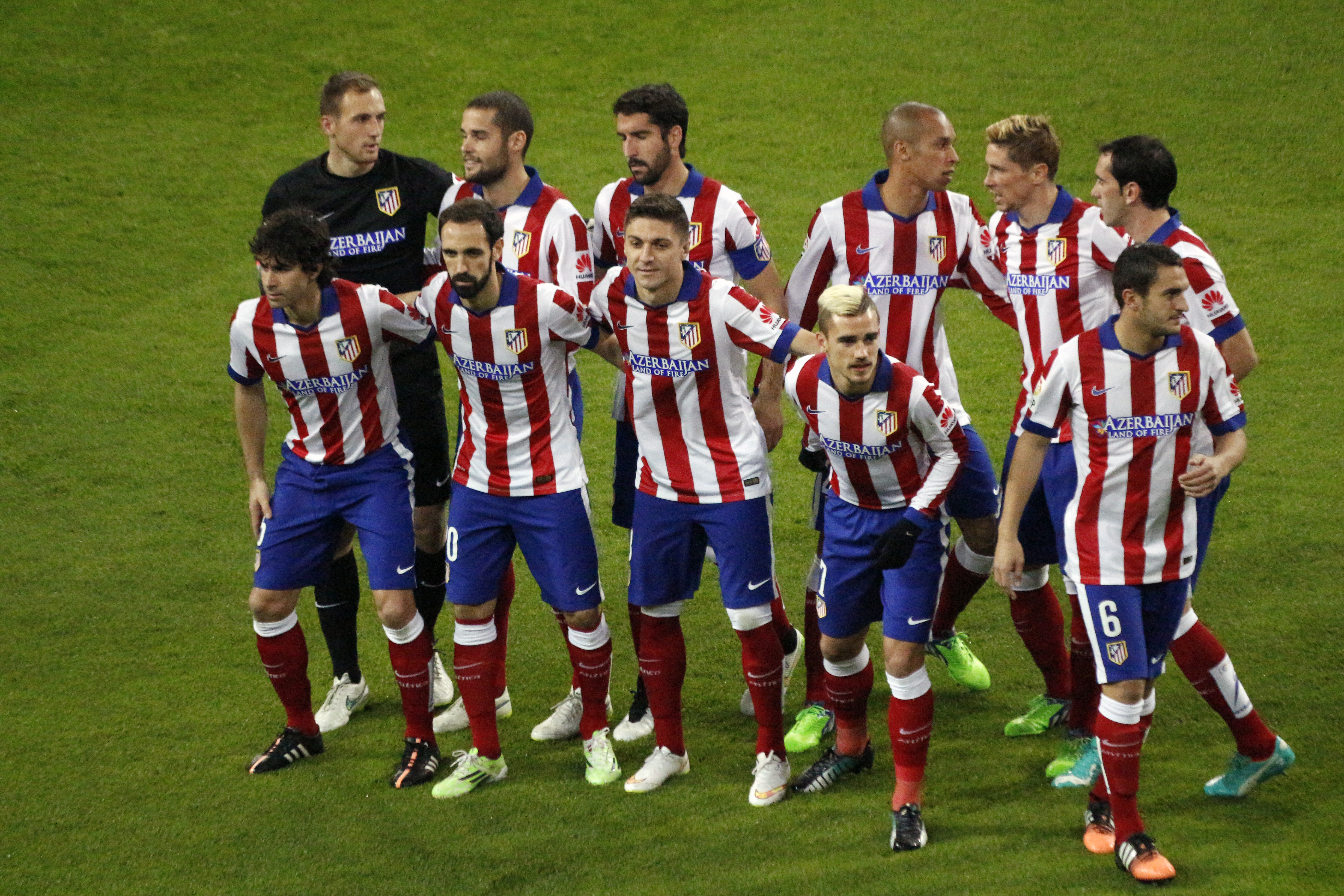
Oblak med Atlético Madrid före en match

16 juli 2014 meddelade Atlético Madrid att de hade nått en överenskommelse med Benfica om överföringen av Oblak, i väntan på en läkarundersökning. Atlético betalade 16 miljoner pund för den slovenske spelaren, som gjorde honom till den dyraste målvakten i La ligas historia. Oblak flyttade till Madrid  som ersättning för Thibaut Courtois, som hade återvänt för att spela i sin moderklubb Chelsea för att lånet hade upphört.

### Säsongen 2014–15
Oblak var en dittills oprövad ersättare i sin första match för Atletico 19 augusti 2014, den första delen av Supercopa de España 2014 mot Real Madrid. Oblak gjorde sin debut 16 september 2014, i en 3–2 förlust borta mot Olympiakos i Atléticos första gruppspel i Champions League 2014/2015. 17 mars 2015 ersatte han den skadade Moyà 23e minuten av Champions Leagues sista andra etapp mot  Bayer Leverkusen, där han ordnade en 1–0-seger. Tillfället kom vid en straffsparksläggning, där han vände Leverkusens första försök av Hakan Çalhanoğlu till en slutlig triumf. Fyra dagar senare gjorde Oblak, på grund av en skada, sin ligadebut, där han fixade en 2–0-seger över grannarna Getafe.

### Säsong 2015–2016
I februari 2016 belönades Oblak med en kontraktsförlängning till och med 2021 med en överlåtelseklausul på 77,5 miljoner pund. Den 3 maj 2016 räddade Oblak målet från Thomas Müllers straffspark på Allianz Arena i andra etappen i Champions League-semifinalen; även om Atlético förlorade matchen med 2–1 avancerade de till finalen på sina bortamål. Oblak ingick i truppen för säsongen i Champions League 2015–16. När den inhemska säsongen slutade vann han Trofeo Ricardo Zamora för bästa målvakt, efter att ha avvärjt 18 mål i 38 matcher, vilket motsvarar det 22-åriga rekordet för Deportivo de La Coruñas Francisco Liaño.

### Säsongen 2016–2017
Oblak ingick återigen i säsongens UEFA Champions League-trupp 2016–17 och vann också andra Ricardo Zamora-trofén i följd. Han blev också listad för Ballon d'Or 2017, där han slutade på plats 26.

### Säsongen 2017–2018
Den 28 januari 2018 spelade Oblak sin hundrade ligamatch för Atlético när han började matchen mot Las Palmas. I de 100 ligamatcherna höll han nollan i 59 av matcherna och släppte bara in 54 mål. I UEFA Europa League Final 2018 höll Oblak nollan, eftersom hans lag vann med 3–0 mot Olympique de Marseille och vann därmed sin tredje Europa League-titel på åtta år. Detta var Oblaks första europeiska titel, efter att ha varit tvåa tidigare.
Som ett resultat av hans prestationer ingick han under säsongen i Europa League. I slutet av den inhemska säsongen vann han Trofeo Ricardo Zamora för tredje gången i rad, efter att bara ha släppt in 22 mål i 37 matcher. Han belönades också med La Liga Best Goalkeeper award för tredje säsongen i rad,och därmed blev han den första målvakten som vann utmärkelsen två gånger. Oblak kom med på 2018 Ballon d'Or igen; den här gången fick han två röster och slutade som nummer 25 på den slutliga listan. Han tilldelades också La Liga Bästa målvakt för tredje säsongen i rad, och han blev därför den första målvakten som vann utmärkelsen tre gånger i rad.

## Landslagskarriär
6 september 2012 var Oblak för första gången med som senior, och började med en bortamatch mot Norge, som vann med  2–1 i en kvalificeringsmatch inför Världsmästerskapet i fotboll 2014.
11 september 2019 var Oblak för första gången lagkapten för Slovenien.